# فرنسيسكو مانويل فييرا
فرنسيسكو مانويل فييرا (بالبرتغالية: Francisco Manuel Vieira‏) هو كاهن كاثوليكي برازيلي، ولد في 29 سبتمبر 1925 في Rio Tinto ‏، وتوفي في 23 ديسمبر 2013.